# Hệ tọa độ

Hệ tọa độ cầu được sử dụng phổ biến trong vật lý. Nó gán ba số (được gọi là tọa độ) cho mọi điểm trong không gian Euclide: khoảng cách xuyên tâm r, góc cực θ (theta), và góc phương vị φ (phi). Ký hiệu ρ (rho) thường được sử dụng thay cho r.

Trong hình học, hệ tọa độ là một hệ thống sử dụng một hoặc nhiều số, còn gọi là các tọa độ, để xác định duy nhất vị trí của các điểm hoặc các phần tử hình học khác trên một đa tạp, chẳng hạn như không gian Euclide . Thứ tự của các tọa độ là rất quan trọng và chúng đôi khi được xác định bằng vị trí của chúng trong một bộ dữ liệu có thứ tự và đôi khi bằng một chữ cái, như trong "trục x". Các tọa độ được coi là số thực trong toán học sơ cấp, nhưng có thể là số phức hoặc các phần tử của một hệ trừu tượng hơn như một vành giao hoán . Việc sử dụng một hệ tọa độ cho phép các bài toán trong hình học được chuyển thành các bài toán về số và ngược lại; đây là cơ sở của hình học giải tích .

## Các hệ tọa độ thông thường

### Trục số
Ví dụ đơn giản nhất của hệ tọa độ là việc xác định các điểm trên một đường với các số thực bằng cách sử dụng trục số . Trong hệ thống này, một điểm tùy ý O (điểm gốc ) được chọn trên một đường thẳng cho trước. Tọa độ của một điểm P được định nghĩa là khoảng cách có dấu từ O đến P, trong đó khoảng cách có dấu là khoảng cách được coi là dương hoặc âm tùy thuộc vào phía nào của đoạn thẳng P nằm. Mỗi điểm được cho một tọa độ duy nhất và mỗi số thực là tọa độ của một điểm duy nhất.

### Hệ tọa độ Descartes

Hệ tọa độ Descartes trong mặt phẳng.

Ví dụ nguyên mẫu của một hệ tọa độ là hệ tọa độ Descartes. Trong mặt phẳng, hai đường thẳng vuông góc được chọn và tọa độ của một điểm được lấy làm khoảng cách đến các đường thẳng trên. Trong không gian ba chiều, ba mặt phẳng trực giao lẫn nhau được chọn và ba tọa độ của một điểm là khoảng cách có dấu đến mỗi mặt phẳng. Điều này có thể được tổng quát để tạo ra n tọa độ cho bất kỳ điểm nào trong không gian Euclid n chiều.
Tùy thuộc vào hướng và thứ tự của các trục tọa độ, hệ thống ba chiều có thể là một hệ thống thuận tay phải hoặc một hệ thống thuận tay trái. Đây là một trong nhiều hệ tọa độ.

### Hệ tọa độ cực
Một hệ tọa độ phổ biến khác cho mặt phẳng là hệ tọa độ cực . Một điểm được chọn làm cực và một tia từ điểm này được lấy làm trục cực . Đối với một góc θ cho trước, có một đường thẳng qua cực có góc với trục cực là θ (đo ngược chiều kim đồng hồ từ trục đến đường thẳng). Khi đó, có một điểm duy nhất trên đường thẳng này có khoảng cách có dấu từ điểm gốc là r đối với số r đã cho . Đối với một cặp tọa độ đã cho (r , θ) có một điểm duy nhất, nhưng một điểm bất kỳ được biểu diễn bằng nhiều cặp tọa độ. Ví dụ, (r , θ), (r , θ+2π) và (-r , θ+π) là các tọa độ cực của cùng một điểm. Cực được biểu diễn bằng (0, θ) với bất kỳ giá trị nào của θ.

### Hệ tọa độ trụ và cầu

Hệ tọa độ trụ

Có hai phương pháp phổ biến để mở rộng hệ tọa độ cực thành ba chiều. Trong hệ tọa độ trụ, một tọa độ z có cùng ý nghĩa như trong tọa độ Descartes được thêm vào tọa độ cực r và θ tạo ra một bộ ba (r, θ, z ). Hệ tọa độ cầu tiến thêm một bước nữa bằng cách chuyển đổi cặp tọa độ trụ ( r , z ) sang tọa độ cực ( ρ , φ ) cho một bộ ba ( ρ , θ , φ ).

### Hệ tọa độ đồng nhất
Một điểm trong mặt phẳng có thể được biểu diễn trong các tọa độ đồng nhất bởi một bộ ba ( x , y , z ) trong đó x/z và y/z là tọa độ Descartes của điểm. Điều này giới thiệu một tọa độ "bổ sung" vì chỉ cần hai tọa độ để xác định một điểm trên mặt phẳng, nhưng hệ thống này hữu ích ở chỗ nó đại diện cho bất kỳ điểm nào trên mặt phẳng xạ ảnh mà không cần sử dụng vô cực . Nói chung, một hệ tọa độ thuần nhất là một trong đó chỉ các tỷ lệ của các tọa độ là có ý nghĩa chứ không phải các giá trị thực.

### Các hệ tọa độ thường được sử dụng khác
Một số hệ tọa độ phổ biến khác là:
- Tọa độ đường cong là một tổng quát của các hệ tọa độ nói chung; hệ thống dựa trên giao điểm của các đường cong.
  - Tọa độ trực giao : các mặt tọa độ vuông góc với nhau
  - Tọa độ xiên : các bề mặt tọa độ không trực giao
- Hệ tọa độ cực log biểu diễn một điểm trong mặt phẳng bằng logarit của khoảng cách từ gốc tọa độ và một góc được đo từ một đường tham chiếu cắt điểm gốc.
- Tọa độ plücker là một cách biểu diễn các đường trong không gian Euclid 3D bằng cách sử dụng sáu bộ số làm tọa độ đồng nhất .
- Tọa độ tổng quát được sử dụng trong xử lý cơ học Lagrange .
- Tọa độ hình nón được sử dụng trong xử lý cơ học Hamilton .
- Hệ tọa độ trung tâm như được sử dụng cho đồ thị bậc ba và nói chung hơn trong phân tích tam giác .
- Tọa độ tam giác được sử dụng trong ngữ cảnh của hình tam giác.

Có nhiều cách mô tả đường cong không có tọa độ, sử dụng phương trình nội tại sử dụng các đại lượng bất biến như độ cong và độ dài cung . Bao gồm các hệ tọa độ sau:
- Phương trình Whewell liên hệ độ dài cung và góc tiếp tuyến .
- Phương trình Cesàro liên quan đến độ dài và độ cong của cung.

## Tọa độ của các đối tượng hình học
Hệ tọa độ thường được sử dụng để xác định vị trí của một điểm, nhưng chúng cũng có thể được sử dụng để chỉ định vị trí của các hình phức tạp hơn như đường thẳng, mặt phẳng, hình tròn hoặc hình cầu. Ví dụ, tọa độ Plücker được sử dụng để xác định vị trí của một đường trong không gian. Khi có nhu cầu, loại hình được mô tả được sử dụng để phân biệt loại hệ tọa độ, ví dụ, thuật ngữ tọa độ đường được sử dụng cho bất kỳ hệ tọa độ nào xác định vị trí của đường.
Có thể xảy ra rằng các hệ tọa độ cho hai tập hợp các hình hình học khác nhau là tương đương nhau về mặt phân tích của chúng. Một ví dụ về điều này là hệ thống tọa độ thuần nhất cho các điểm và đường trong mặt phẳng xạ ảnh. Hai hệ thống trong một trường hợp như thế này được cho là nhị nguyên . Hệ thống nhị nguyên có đặc tính là các kết quả từ hệ thống này có thể được chuyển sang hệ thống khác vì các kết quả này chỉ là những cách giải thích khác nhau của cùng một kết quả phân tích; đây được gọi là nguyên tắc đối ngẫu .

## Chuyển đổi
Bởi vì thường có nhiều hệ tọa độ có thể khác nhau để mô tả các hình hình học, điều quan trọng là phải hiểu chúng có liên quan như thế nào. Các mối quan hệ như vậy được mô tả bằng các phép biến đổi tọa độ đưa ra công thức cho tọa độ trong một hệ thống dưới dạng tọa độ trong một hệ thống khác. Ví dụ, trong mặt phẳng, nếu tọa độ Descartes (x , y) và tọa độ cực (r , θ) có cùng gốc tọa độ và trục cực là trục x dương, khi đó phép biến đổi tọa độ từ cực sang tọa độ Descartes được cho bởi x = r cosθ và y = r sinθ .
Với mỗi song ánh từ không gian đến chính nó, hai hệ tọa độ có thể được liên kết với nhau:
- sao cho tọa độ mới của ảnh của mỗi điểm giống với tọa độ cũ của điểm gốc (công thức của ánh xạ là nghịch đảo của công thức đối với phép biến đổi tọa độ)
- sao cho tọa độ cũ của ảnh của mỗi điểm giống với tọa độ mới của điểm gốc (công thức của ánh xạ cũng giống như công thức của phép biến đổi tọa độ)

Ví dụ, trong trục số 1D, nếu ánh xạ là một phép tịnh tiến từ 3 sang phải, thì ánh xạ đầu tiên di chuyển điểm gốc từ 0 đến 3, để tọa độ của mỗi điểm trở nên nhỏ hơn 3, trong khi ánh xạ thứ hai di chuyển điểm gốc từ 0 đến −3, để tọa độ của mỗi điểm tăng thêm 3 nữa.

## Đường/đường cong và mặt phẳng/bề mặt tọa độ

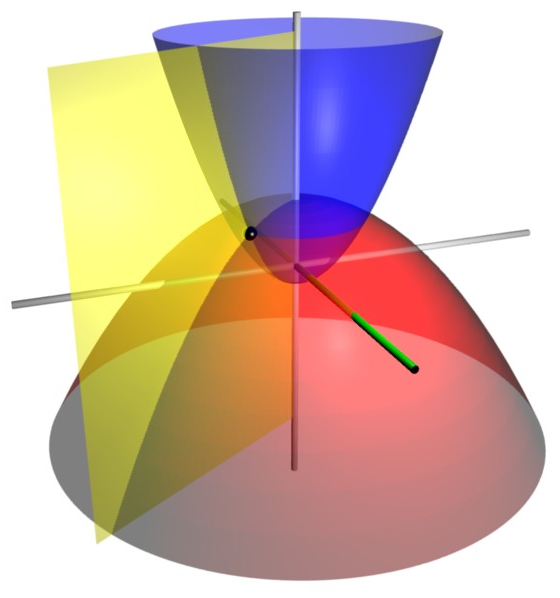
Các mặt tọa độ của các tọa độ ba chiều paraboloid.

Trong không gian hai chiều, nếu một trong các tọa độ trong hệ tọa độ điểm được giữ không đổi và tọa độ khác được phép thay đổi, thì đường cong kết quả được gọi là đường cong tọa độ . Trong hệ tọa độ Descartes, các đường cong tọa độ trên thực tế là các đường thẳng, do đó nó được gọi là các trục tọa độ. Cụ thể, chúng là các đường song song với một trong các trục tọa độ. Đối với các hệ tọa độ khác, đường cong tọa độ có thể là đường cong tổng quát. Ví dụ, các đường cong tọa độ trong tọa độ cực thu được bằng cách giữ r không đổi là các đường tròn có tâm tại gốc tọa độ. Hệ tọa độ mà một số đường cong tọa độ không phải là đường được gọi là hệ tọa độ cong . Quy trình này không phải lúc nào cũng có ý nghĩa, chẳng hạn không có đường cong tọa độ nào trong một hệ tọa độ đồng nhất .
Trong không gian ba chiều, nếu một tọa độ được giữ không đổi và hai tọa độ còn lại được phép thay đổi, thì bề mặt tạo thành được gọi là mặt tọa độ . Ví dụ, các mặt tọa độ nhận được bằng cách giữ ρ không đổi trong hệ tọa độ cầu là các mặt cầu có tâm tại gốc tọa độ . Trong không gian ba chiều giao của hai mặt tọa độ là một đường cong tọa độ. Trong hệ tọa độ Descartes, chúng ta có thể nói về các mặt phẳng tọa độ .
Tương tự, siêu bề mặt tọa độ là không gian (n − 1) chiều do cố định một tọa độ duy nhất của hệ tọa độ n chiều.

## Bản đồ tọa độ
Khái niệm về bản đồ tọa độ, hay biểu đồ tọa độ là trọng tâm của lý thuyết về đa tạp. Bản đồ tọa độ về bản chất là một hệ tọa độ cho một tập con của một không gian nhất định với đặc tính là mỗi điểm có đúng một tập tọa độ. Chính xác hơn, một bản đồ tọa độ là một phép đồng phôi từ một tập con mở của không gian X đến tập con mở của Rn . Thông thường chúng ta không thể cung cấp một hệ tọa độ nhất quán cho toàn bộ không gian. Trong trường hợp này, một tập hợp các bản đồ tọa độ được ghép lại với nhau để tạo thành một atlas bao trùm không gian. Một không gian được trang bị một tập bản đồ như vậy được gọi là một đa tạp và cấu trúc bổ sung có thể được xác định trên một đa tạp nếu cấu trúc nhất quán nơi các bản đồ tọa độ chồng lên nhau. Ví dụ, một đa tạp khả vi là một đa tạp trong đó sự thay đổi tọa độ từ bản đồ tọa độ này sang bản đồ tọa độ khác luôn là một hàm khả vi.

## Tọa độ dựa trên định hướng
Trong hình học và động học, hệ tọa độ được sử dụng để mô tả vị trí (tuyến tính) của các điểm và vị trí góc của các trục, mặt phẳng và vật rắn . Trong trường hợp thứ hai, hướng của hệ tọa độ thứ hai (thường được gọi là "cục bộ"), cố định với nút, được xác định dựa trên hệ tọa độ thứ nhất (thường được gọi là hệ tọa độ "toàn cầu" hoặc "thế giới"). Ví dụ, hướng của một phần cứng có thể được biểu diễn bằng một ma trận định hướng, mà bao gồm trong 3 cột của nó là tọa độ Descartes của 3 điểm. Những điểm này được sử dụng để xác định hướng của các trục của hệ thống cục bộ; chúng là các đầu của ba vectơ đơn vị thẳng hàng với các trục đó.

## Toạ độ trong địa lý
Hệ tọa độ địa lý cho phép tất cả mọi điểm trên Trái Đất đều có thể xác định được bằng hai tọa độ của hệ tọa độ cầu tương ứng với trục quay của Trái Đất. Toạ đồ gồm có kinh độ và vĩ độ

## Tọa độ toán học
Một hệ tọa độ (hay bản đồ) trên một tập mở {\displaystyle U} của một đa tạp {\displaystyle M} là một lớp {\displaystyle n} hàm số thực {\displaystyle x^{1},\dots ,x^{n}:U\to \mathbb {R} } thỏa mãn một số tính chất nhất định (thí dụ như hàm {\displaystyle \phi :U\to \mathbb {R} ^{n}} phải làm một phép đồng phôi hay một phép vi phôi bậc {\displaystyle k}, hay một phép vi phôi trơn lên ảnh của nó). Có nhiều hệ tọa độ được dùng trong toán học:

### Không gian 2 chiều
- Hệ tọa độ Descartes: xác định vị trí của một điểm trên một mặt phẳng được cho trước bằng một cặp số tọa độ {\displaystyle (x,y)} ứng với các phép chiếu vuông góc lên hai đường thẳng vuông góc, gọi là các trục tọa độ.
- Hệ tọa độ cực: là một hệ tọa độ hai chiều trong đó mỗi điểm M bất kỳ trên một mặt phẳng được gửi bán kính vào góc phương vị của nó. Nó chỉ mô tả được một phần của mặt phẳng hai chiều (xem tính duy nhất của tọa độ cực).

### Không gian 3 chiều
- Hệ tọa độ Descartes.
- Hệ tọa độ cầu: là một hệ tọa độ cho không gian 3 chiều mà vị trí một điểm được xác định bởi 3 số: khoảng cách, góc nâng và góc kinh độ.
- Hệ tọa độ đồng nhất trong không gian ba chiều có thể được coi là kết quả của phép nhúng {\displaystyle \mathbb {R} ^{3}\to P\mathbb {R} ^{3}}.

### Không gian xạ ảnh
- Tọa độ đồng nhất

### Hệ tọa độ trắc địa
Trên một đa tạp Riemann, một hệ tọa độ trắc địa tại một điểm {\displaystyle p} được cho bởi ánh xạ bản đồ {\displaystyle E\circ \exp _{p}^{-1}:U\rightarrow \mathbb {R} ^{n}} với bất kỳ đẳng cấu {\displaystyle E:T_{p}M\to \mathbb {R} ^{n}} nào. Nó cũng được gọi là hệ tọa độ trực chuẩn.

## Hệ tọa độ trong trắc địa, bản đồ
Trong trắc địa và bản đồ, hệ tọa độ bao gồm: 
- Hệ tọa độ địa lý: Kinh độ, vĩ độ
- Hệ tọa độ trắc địa: (B, L, H)
- Hệ tọa độ phẳng: (XYH) theo Việt Nam hoặc (NEH) theo các nước châu Âu và châu Mỹ

## Hệ tọa độ thiên văn
Trong thiên văn học, hệ tọa độ thiên văn là một hệ tọa độ mặt cầu dùng để xác định vị trí biểu kiến của thiên thể trên thiên cầu.
Có nhiều hệ tọa độ được dùng trong thiên văn.
- Hệ tọa độ chân trời có mặt phẳng tham chiếu là mặt phẳng chân trời, tại vị trí người quan sát.
- Hệ tọa độ xích đạo với mặt phẳng tham chiếu là mặt phẳng xích đạo của Trái Đất.
- Hệ tọa độ hoàng đạo dùng mặt phẳng hoàng đạo làm mặt phẳng tham chiếu.
- Hệ tọa độ thiên hà dùng mặt phẳng Ngân Hà làm mặt phẳng tham chiếu.
- Hệ tọa độ siêu thiên hà